# 贝宜系统

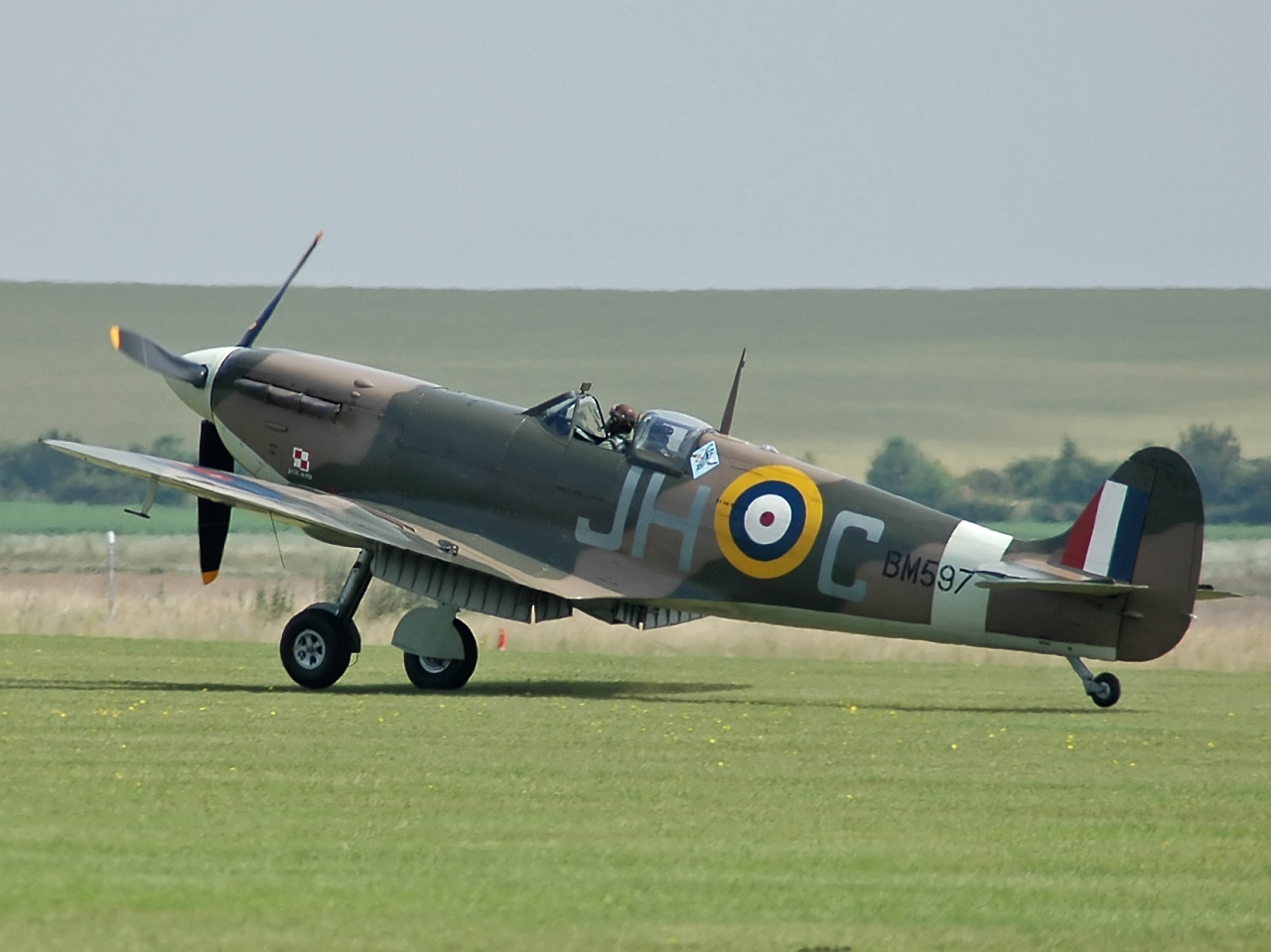
噴火式戰鬥機

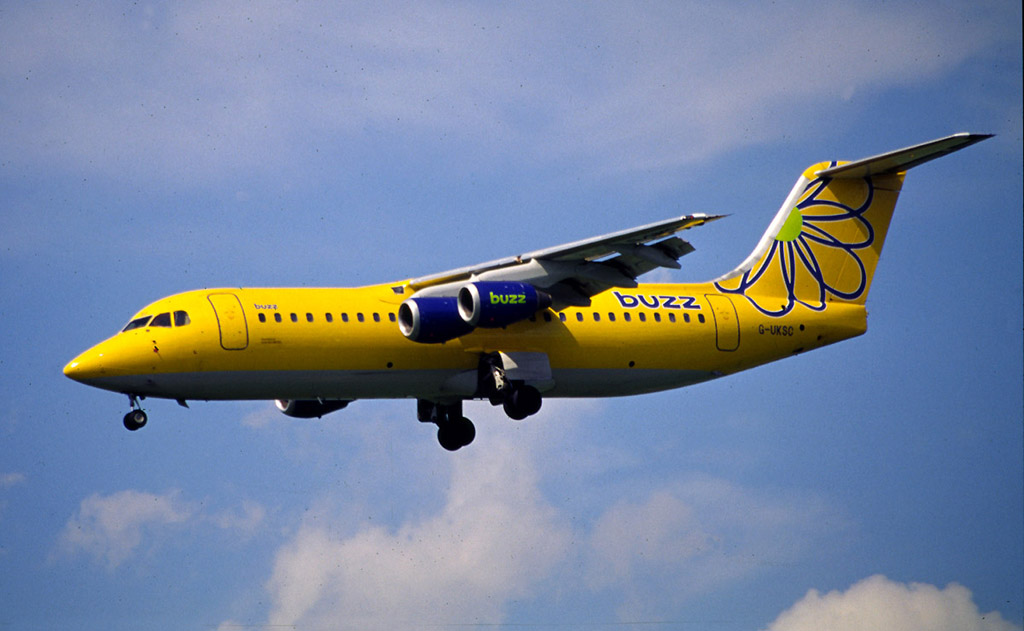
BAE 146客機

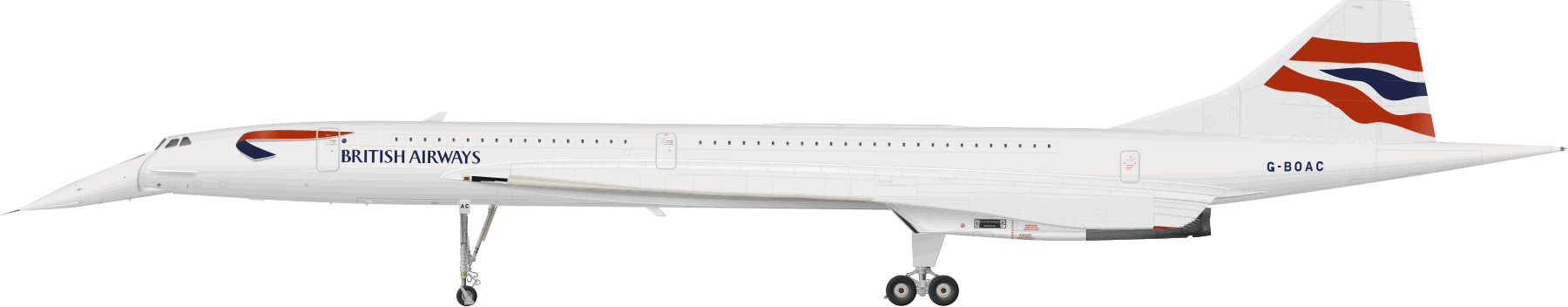
協和式客機

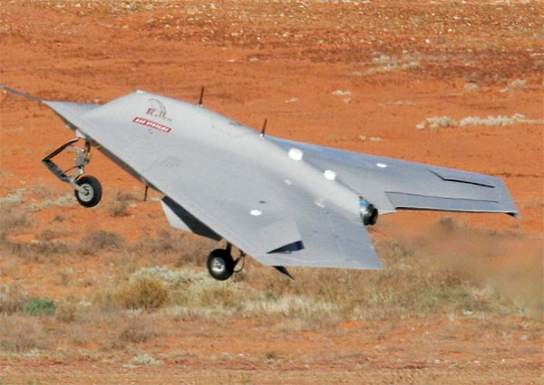
BAE Raven

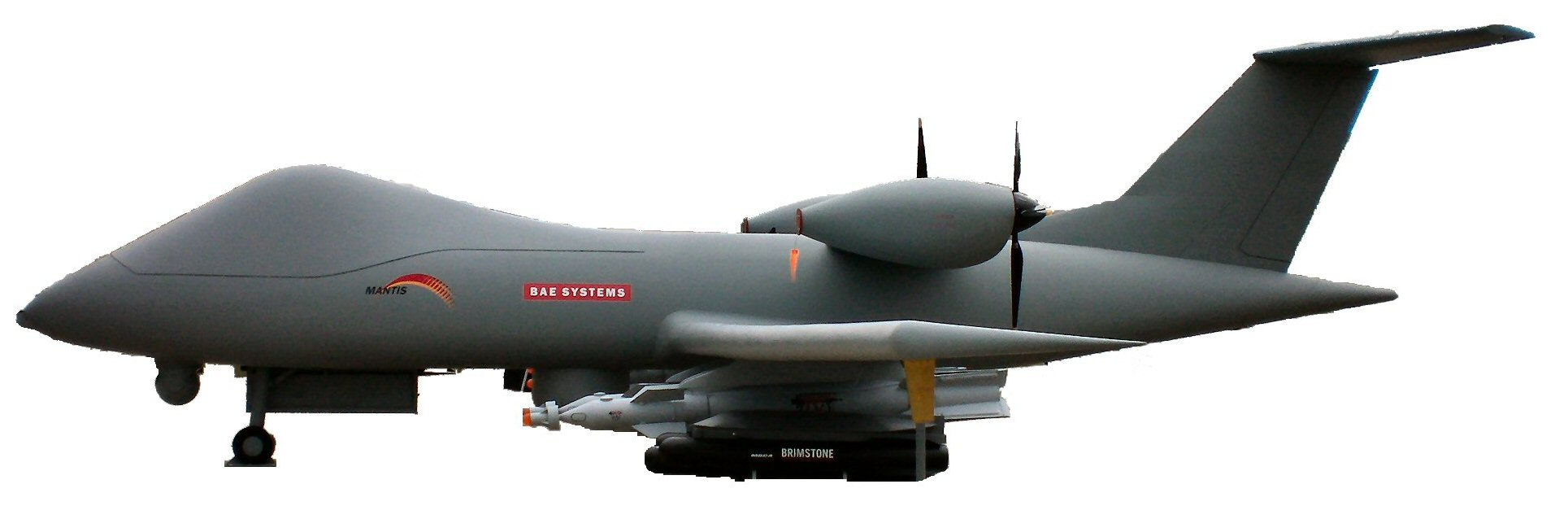
BAE Mantis武裝機

貝宜系統有限公司（另有譯英國航太系統公司）是一家總部設在英國倫敦的跨國軍火工業與航空太空設備公司。以英國宇航為主體於1999年與英國通用電氣子公司馬可尼電子系統合併，名稱由英國航太首字母縮略字「BAE」和馬可尼電子系統的「Systems」組合而成。
根據2010年的統計，貝宜系統以329億美元的銷售額名列全球軍火業者排名第二，後來被波音超越而居於第三。是英国最大的航空航太企业和最大的导弹制造企业，同时也是西欧最大的航空制造企业，同時公司經濟營運相當仰賴軍事工業的收入。舊公司則是於1963年成立，总部再整併後仍在伦敦。

## 業務
主要有军用飞机、民用飞机、导弹、卫星、电子设备、仪表与测试设备等及有关武器系统的研制与生产，几乎垄断了全英国军用飞机、航天器和战术导弹的研制与生产。
截至2012年12月30日，公司在澳大利亚、印度、沙特阿拉伯、英国以及美国共拥有88200位員工。

## 历史
1977，工党政府将英國飛機公司、霍克·西德利的两家子公司和蘇格蘭航空合并，收归国有，组成国营企业，改称英国宇航。
1999年，英国宇航公司收购英国通用电气旗下的馬可尼電子系統，而成立了貝宜系統。
2024年1月7日，中華人民共和國宣佈因參與對台售武，宣佈制裁包括貝宜系統在內的美國軍工企業。

## 產品
- 噴火式戰鬥機
- 彎刀戰鬥機
- 鷂式戰鬥機
- 霍克獵手戰鬥機
- 龍捲風戰鬥轟炸機
- 鷹式教練機
- BAE 146
- 捷流31
- 捷流41
- BAe ATP
- 螳螂無人機（英语：BAE Systems Mantis）
- 雷神無人機
- M109自走炮
- 機敏級核潛艇
- 磁軌砲
- 997型雷達

## 爭議事件
貝宜系統（及其前身「英國宇航」）曾被指行賄沙特阿拉伯皇室，以達成「鴿子軍購案」。及後，英、美兩國先後於2003及2007年就此展開反貪腐調查，最後於2010年被美國當局裁定造假帳罪成，罰款4億美元；而英方最後以「國家及國際安全」為由，於2006年尾終止調查。

## 延伸阅读
- Hartley, Keith. The Political Economy of Aerospace Industries: A Key Driver of Growth and International Competitiveness? (Edward Elgar, 2014); 288 pages; the industry in Britain, continental Europe, and the US with a case study of BAE Systems.